# Abererch
Abererch è un centro abitato del Galles, situato nella contea del Gwynedd.